# Time Flies (Vaya Con Dios)
Time Flies è il terzo album in studio del gruppo musicale belga Vaya Con Dios, pubblicato nel 1992.

## Tracce
1. Time Flies – 3:39
2. Forever Blue – 3:58
3. Farewell Song – 3:09
4. So Long Ago – 2:55
5. Still a Man – 3:36
6. Heading for a Fall – 3:42
7. Mothers and Daughters – 2:31
8. Listen – 3:19
9. Bold and Untrue – 3:08
10. Muddy Waters – 3:17
11. For You – 3:10
12. Brave Jane – 3:16
13. At the Parallel – 2:57